# Quinanga
Quinanga é um bairro angolano que pertencente ao município de Ingombota, na província de Luanda.